# Leipziger Versorgungs- und Verkehrsgesellschaft
Die LVV Leipziger Versorgungs- und Verkehrsgesellschaft mbH (LVV) wurde 1997 gegründet. Sie agiert als Management-Holding und nimmt Leitungs- und Steuerungsfunktionen für die Leipziger Gruppe wahr. Ihr alleiniger Gesellschafter ist die Stadt Leipzig. Die Geschäftstätigkeit ihrer Unternehmen umfasst die Sparten Energie (Stadtwerke Leipzig), Mobilität (Leipziger Verkehrsbetriebe) und Trinkwasser/Abwasser (Wasserwerke Leipzig). Die Unternehmen agieren in ihren jeweiligen Aufgabengebieten selbstständig am Markt.

## Aufgabe
Die LVV wurde als Managementholding gegründet und nimmt die Leitungs- und Steuerungsfunktion der Leipziger Gruppe im Interesse der Stadt Leipzig wahr. Das operative Kerngeschäft und die Eigenverantwortlichkeit der Unternehmen werden nicht eingeschränkt. Mit der Koordination und Bündelung von Servicefunktionen, die nicht zum operativen Kerngeschäft gehören, soll die Wirtschaftlichkeit gesteigert und Synergieeffekte erzielt werden. Die unternehmensübergreifenden Aktivitäten unterstützen damit die Beteiligungsunternehmen in ihrer wirtschaftlichen Betriebsführung. Auf der Grundlage einer mit der Gesellschaft Stadt Leipzig abgestimmten Leitlinie wird die konzeptionelle Arbeit mit den Verantwortlichen der Unternehmen geleistet.

## Geschichte
Im Juni 1997 beschloss der Stadtrat, die städtischen Anteile an den Verkehrsbetrieben an die LVV zu übertragen sowie die städtischen Anteile an den Stadtwerken und den Wasserwerken an die LVV zu veräußern. Die LVV wurde am 13. November 1997 in das Handelsregister eingetragen. 1999 wurde die Finanzierung der Verkehrsbetriebe mit dem Abschluss des Verkehrsleistungsfinanzierungsvertrages neu geordnet. Die Gewinne von Stadtwerken und Wasserwerken machten eine Subventionierung des öffentlichen Personennahverkehrs (ÖPNV) möglich.
Es kam zu einem Einstieg der Stadtwerke in den Stromhandel. Die Strombörse Leipzig Power Exchange fusionierte mit der Frankfurter Strombörse zur European Energy AG (EEX) mit Sitz in Leipzig. Die Leipziger Gruppe übernahm auch Aufgaben bei der Stadtentwicklung: Erschließung und Versorgung neuer Gewerbe- und Wohnungsbaustandorte. Moderne Umspannwerke wurden erbaut.
Ab Mitte 2006 gab es Pläne, 49,9 Prozent der Stadtwerke-Anteile zu verkaufen, um den Haushalt der Stadt zu entlasten. Es kam zu einem Bürgerentscheid, bei dem sich 87 Prozent für die Beibehaltung des kommunalen Anteilsbesitzes an Leipzigs wichtigsten städtischen Betrieben aussprachen. Das Ergebnis ist laut Sächsischer Gemeindeordnung für die Verwaltung für die Dauer von drei Jahren bindend. Bereits vor deren Ablauf bekannte sich die Verwaltung deutlich dazu, dass sie das Ergebnis auch weiterhin als bindend für Unternehmen des Konzern-Kerns betrachtet.
Der Stadtrat beschloss, die LVV zu einer Managementholding weiterzuentwickeln und ihre Steuerungsfunktion im Interesse der weiteren erfolgreichen Stadtentwicklung zu nutzen. 2008 begann die Neuausrichtung der LVV als Managementholding. Die LVV wurde von der Ratsversammlung beauftragt, ihr Gesellschafterdarlehen weiter zu tilgen.
Anfang 2016 gestaltete die von der LVV gesteuerte Unternehmensgruppe ihren Markenauftritt neu. Seitdem tritt sie als Markenfamilie „Leipziger“ auf. Die Tochterunternehmen wurden dabei unter einem einheitlichen Logo mit dem verbindenden Schriftzug „Leipziger“ und einer gemeinsamen Webseite zusammengeführt. Ziel war es, die Tochterunternehmen öffentlichkeitswirksam zu vereinen.